# Loris Néry
Loris Néry (Saint-Étienne, 5 febbraio 1991) è un ex calciatore francese, di ruolo difensore.